# Петухов, Валентин Афанасьевич
Валенти́н Афана́сьевич Петухо́в (3 декабря 1907, Харьков — 23 мая 1977, Москва) — советский физик. Лауреат Ленинской премии.

## Биография
Родился 3 декабря 1907 года в Харькове.
Окончил физико-математический факультет Ленинградского политехнического института (1934). Кандидат физико-математических наук (1940), доктор физико-математических наук (1949), профессор кафедры ускорителей и ядерных взаимодействий физического факультета Московского государственного университета (1949). В Московском университете читал курс лекций «Ускорители».
Участник Советского комитета защиты мира, лауреат Ленинской премии (1959) за создание сверхмощного синхрофазотрона. Имел различные правительственные награды.

## Область научных интересов
Область научных интересов: физика ускорителей, ядерная физика, астрофизика, исследования по упругому рассеянию электронов.
По инициативе учёного были развёрнуты исследования по поискам монополя Дирака.
Первые эксперименты с метеоритным веществом были проведены в 1963 году.
В Лаборатория Электронов Высоких Энергий ФИАН, на синхротроне С-60, впервые в СССР были начаты эксперименты с использованием синхротронного излучения.
Валентин Афанасьевич участвовал в создании в Дубне протонного ускорителя на 10 ГэВ (Синхрофазотрон ОИЯИ), руководил теоретическими и экспериментальными исследованиями при сооружении в ФИАН действующей модели синхрофазотрона на энергию 180 МэВ (запущен в 1952 году, это фактически первый крупный синхрофазотрон в мире; на нём отрабатывались основные этапы). Впоследствии эта установка стала основой ныне действующего электронного ускорителя С-60 ФИАН на 680 МэВ.

## Заслуги
Петухов работал над созданием безжелезного бетатрона, этой работой впервые была экспериментально доказана возможность создания импульсного бетатрона[уточнить].
Проводил работы по созданию антипротонного канала на дубненском синхрофазотроне.
Предложил метод скоростного просмотра ядерных фотоэмульсий.